# Finanztip
Finanztip ist ein Geld-Ratgeber mit Artikeln zu Verbraucher- und Finanzthemen. Seit 2014 wird er von Hermann-Josef Tenhagen, dem ehemaligen Chefredakteur von Finanztest, geleitet. Saidi Sulilatu ist seit 2023 ebenfalls Chefredakteur. Betrieben wird die Internetseite von der Finanztip Verbraucherinformation GmbH. Diese ist eine 100%ige Tochter der Finanztip Stiftung, deren Stiftungszweck die Förderung von Finanz- und Verbraucherbildung ist.

## Hintergrund
Die Website bietet Leitfäden und Ratgeber zu Geld- und Verbraucherthemen wie Versicherung, Vorsorge, Konto, Geldanlage oder Energie. Die Artikel sind kostenlos abrufbar mit dem Ziel, die Leser bei wichtigen finanziellen Entscheidungen zu unterstützen und ihnen zu zeigen, wie sie zu den günstigsten Angeboten kommen. Neben der Website gibt es einen YouTube-Kanal sowie drei Podcasts.
Weitere Angebote sind ein wöchentlicher Newsletter, der laut eigener Angabe mehr als eine Million Abonnenten hat, ein Internetforum, in dem sich Leser über die Themen der Website austauschen können, sowie ein Blog mit Beiträgen zu aktuellen Themen und Medienauftritten der Finanztip-Experten.

## Entwicklung
Finanztip wurde 2013 als reines Online-Angebot von den Interhyp-Gründern Robert Haselsteiner und Marcus Wolsdorf in München gegründet. Zunächst wurde dort eine Redaktion, bestehend aus Finanzjournalisten und SEO-Experten, aufgebaut.
Im Juni 2014 wurde bekannt, dass Hermann-Josef Tenhagen im Oktober 2014 als Chefredakteur zu Finanztip stoßen würde. Der Finanzjournalist und ehemalige taz-Redakteur war zuvor 15 Jahre lang Chefredakteur von Finanztest. Sein Wechsel von der Stiftung Warentest zu Finanztip erregte Aufsehen in Fachkreisen und war laut eigenen Angaben durch das Interesse an dem Aufbau eines neuen Projekts begründet.
Ab Mitte 2014 war das Unternehmen als gemeinnützige GmbH registriert. In einer solchen Unternehmensform müssen alle Gewinne in den gemeinnützigen Zweck investiert werden. Die Redaktion zog im Oktober 2014 nach Berlin um und hat nun ihren Sitz im Stadtteil Kreuzberg.
Seit Mai 2020 ist Finanztip Teil der am 7. Mai 2020 von der bayerischen Stiftungsaufsicht anerkannten Finanztip Stiftung. Hierfür haben die beiden Eigentümer Robert Haselsteiner und Marcus Wolsdorf 100 Prozent der Anteile an der Finanztip Verbraucherinformation gGmbH an die Finanztip Stiftung übertragen. Laut Aussage der beiden Gründer sei dieser Schritt erfolgt, um sicherzustellen, dass Finanztip auch über deren Tod hinaus eine unabhängige und neutrale Institution bleibe. Zweck der neu gegründeten Stiftung ist die Förderung von Finanz- und Verbraucherbildung. Unter dem Dach der Finanztip Stiftung firmiert Finanztip seitdem als GmbH. Ausschüttungen der Finanztip Verbraucherinformation GmbH fließen an die Finanztip Stiftung, um gemeinnützige Projekte zu finanzieren. Ein erstes Projekt sei die Bildungsinitiative „Finanztip Schule“.
Die Experten von Finanztip sind häufig in Ratgebersendungen zu Gast, zum Beispiel beim Morgenmagazin, bei M€x und MDR Fernsehen. Darüber hinaus erscheinen Gastbeiträge von Finanztip in verschiedenen Online- und Printmedien, zum Beispiel auf Spiegel Online, für das Tenhagen eine regelmäßige Kolumne schreibt.
Im Spätsommer 2014 warnte Finanztip die Verbraucher vor den Folgen des neuen Lebensversicherungsreformgesetzes. Versicherer in Finanznöten können durch die Bestimmungen einen Großteil der Reserven einbehalten, die normalerweise an die Versicherungsnehmer ausgeschüttet werden müssten. Ein weiteres wichtiges Thema waren 2014 die Kreditgebühren, die vom Bundesgerichtshof für unzulässig erklärt wurden. Das Musterschreiben zur Rückforderung zu hoher Kreditgebühren von den Banken wurde laut Finanztip 3 Millionen Mal von der Website heruntergeladen. Seit Juli 2015 berichten Medien verstärkt über die Untersuchungen von Finanztip zur Kfz-Versicherung. Im ersten Halbjahr 2016 wies Finanztip verstärkt auf die Möglichkeit hin, fehlerhafte Baufinanzierungsverträge zu widerrufen, da rund 80 Prozent der Baufinanzierungen, die nach dem 1. November 2001 abgeschlossen wurden, eine fehlerhafte Widerrufsbelehrung enthielten. Mit diesem sogenannten „Widerrufsjoker“ konnten Verbraucher eine Rückabwicklung ihres Vertrages verlangen und so ihre Restschuld um 10 bis 20 Prozent reduzieren sowie günstigere Zinskonditionen verhandeln. Für Verträge, die zwischen dem 1. September 2002 und dem 10. Juni 2010 abgeschlossen wurden, endete diese Möglichkeit am 21. Juni 2016. Nach eigener Aussage verzeichnete Finanztip zu diesem Thema mehr als 500.000 Seitenaufrufe.
Ende 2015 wurde Finanztip von der Jury der Zeitschrift Wirtschaftsjournalist bei der Wahl zur Wirtschaftsredaktion des Jahres 2015 auf den zweiten Platz gewählt, hinter dem Manager Magazin und vor der Wirtschaftsredaktion der Frankfurter Allgemeinen Zeitung. Im Dezember 2021 kürte der Wirtschaftsjournalist Finanztip zur Redaktion des Jahres.
Seit 2016 vergibt Finanztip ein Siegel für Empfehlungen.
Seit 2017 bietet Finanztip auch eigene Rechner zu verschiedenen Produkten an, etwa zu Tagesgeld, Girokonten oder Handytarifen. Laut eigenen Angaben sind diese möglichst verbraucherfreundlich und selbsterklärend konstruiert und schließen Produkte mit teuren Fußangeln aus.
Am 27. April 2017 erschien im Econ Verlag das „Finanztip-Buch“ Wie Sie mit wenig Aufwand viel Geld sparen vom Finanztip-Chefredakteur Hermann-Josef Tenhagen.
Im Oktober 2018 gab Finanztip bekannt, gemeinsam mit dem IZOP-Institut ein bundesweites Schulprojekt durchzuführen. Laut eigenen Angaben sind in der Pilotphase mehr als 170 Schulklassen und Kurse dabei. Dieses wird seit Mai 2020 unter dem Dach der Finanztip Stiftung durchgeführt.
Ende 2020 wurden Anja Ciechowski und Anika Kohl  für den Finanztip-Podcast „Auf Geldreise“ vom Fachmagazin Wirtschaftsjournalist in der Kategorie „Verbraucher/Finanzen“ des Preises Wirtschaftsjournalisten des Jahres  ausgezeichnet.

## Finanzierung
Finanztip finanziert sich in der Anfangsphase durch einen zinslosen Kredit der Gründer. Auf langfristige Sicht soll sich die Publikation selbst tragen. Erreicht werden soll das durch Affiliate Links, die in den Artikeln für von der Finanztip-Redaktion empfohlene Produkte und Dienstleistungen gesetzt werden und durch die das Unternehmen dann eine Provision erhält.
Nach Angaben des Ratgebers werden zunächst die Angebote von der Redaktion getestet. In einem getrennten zweiten Prozess werden von einer anderen Abteilung die Links auf diese Angebote gesetzt, wenn vorhanden.
Zur Abwendung einer möglichen Überschuldung traten die Gesellschafter gemäß Rangrücktrittsvereinbarung vom 15. Dezember 2015 mit ihren Darlehensforderungen in Höhe von insgesamt € 4.520.000 hinter die Forderungen aller anderen Gläubiger in der Weise zurück, dass ihre Forderungen nur aus Bilanzgewinnen, aus einem Liquidationsüberschuss oder aus dem die sonstigen Verbindlichkeiten der Schuldnerin übersteigenden Vermögen bedient zu werden brauchen.
Die Betreiber-Firma „Finanztip Verbraucherinformation GmbH“ veröffentlicht nur die gesetzlich vorgeschriebenen Jahresabschlüsse im Bundesanzeiger. Somit sind beispielsweise die jährlichen Gewinne/Verluste oder die Gehälter der Geschäftsführer nicht bekannt.

## Kritik
Kritik zu Finanztip kommt vor allem von Maklern aus der Finanz- und Versicherungswirtschaft. Hauptkritikpunkt ist dabei die Finanzierung über Affiliate-Links. Diese sei demnach für die Nutzer nicht transparent genug dargestellt. Zudem wird moniert, dass Finanztip unter anderem auch die großen Vergleichsportale Check24 und Verivox empfiehlt.
Die Verlinkungen, die Finanztip zu den von ihr getesteten Firmen in ihre Seiten einfügt, werden teilweise nur für die Angebote gesetzt, von denen Finanztip auch anschließend eine Provision erhält, obwohl eine Verlinkung aller Anbieter möglich wäre. Diese „Bevorzugung der Zahlenden“, zusammen mit der für Außenstehende nicht wirklich nachprüfbaren, behaupteten Trennung zwischen redaktioneller Arbeit und Erlösorientierung ist ein Hauptkritikpunkt an der vermeintlichen Unabhängigkeit des Unternehmens.
Inzwischen gibt es ein Urteil des Oberlandesgerichts Dresden, wonach „Finanztip wegen Schleichwerbung und Irreführung der Verbraucher verurteilt“ wurde. Die behauptete Werbefreiheit von Finanztip wurde bereits im April 2018 widerlegt. Demnach verstößt Finanztip gegen § 5 und § 5a des UWG (Gesetz gegen unlauteren Wettbewerb). Eine Revision gegen das Urteil hat das OLG Dresden nicht zugelassen. Beschwerde gegen diese Nichtzulassung hat Finanztip beim Bundesgerichtshof eingelegt. Diese Beschwerde wurde im September 2020 abgewiesen.
Aufgrund der Werbung für die Riester-Rente-Angebote des Anbieters Fairr der Sutor Bank wurde nach den Notverkäufen der ETFs, um die Finanzierbarkeit der ausgesprochenen Garantien zu gewährleisten, auch Kritik an Finanztip laut. Insbesondere aufgrund der hohen Aktienquote wurde der Anbieter von Tenhagen oft hervorgehoben. Zwischen Fairr und Finanztip gab es eine Finanzierung über Affiliate-Links, die mit einem Sternchen deutlich gemacht wurde. Finanztip empfiehlt nun selbst, keine Neuabschlüsse bei dem Anbieter mehr zu tätigen.